# Жорже Коста
Жорже Пауло Коста Алмеида (порт. Jorge Paulo Costa Almeida; 14. октобар 1971 — 5. август 2025) био је португалски фудбалер и тренер.

## Биографија
Поникао је у млађим категоријама ФК Порто, а дебитовао је у Суперлиги са Пенафијелом, где је био на позајмици током сезоне 1990/91. Након те сезоне, освојио је Светско првенство до 20 година са португалском репрезентацијом до 20 година, коју је водио Карлос Кеироз. Године 1992. поново се придружио Порту, овог пута је играо у првом тиму, за који је наступао тринаест година, са паузом од неколико месеци проведених у Чарлтон атлетику (морао је да оде након сукоба са менаџером Октавиом Машадом). Са тимом Порта је освојио осам титула португалског првака, а пред крај играчке каријере постигао је и међународни успех; био је један од неколико играча који су, под вођством Жозеа Муриња, освојили Куп УЕФА 2003. и Лигу шампиона наредне године. Био је капитен тима од 1998. до 2005. године, када је изгубио место у стартној постави. У децембру те године потписао је уговор са Стандардом из Лијежа и пензионисао се шест месеци касније.
Одиграо је 50 утакмица за репрезентацију Португалије. Годинама је чинио централни штоперски пар репрезентације заједно са Фернандом Коутом. Повреда колена га је избацила са Европског првенства 1996. године, али је играо у свакој утакмици на Европском првенству 2000. године, где је екипа Умберта Коеља играла полуфинале, као и на Светском првенству 2002. године. Након овог турнира, одлучио је да се повуче из националног тима.
Дана 5. августа 2025. године, гостовао је на телевизији "Спорт ТВ" око поднева, да би се потом осетио лоше. Изненада му је позлило, а медицински тим Порта му је пружио помоћ на лицу места користећи дефибрилатор. Убрзо је стигла Хитна помоћ, али му нажалост није било спаса. Већ је једном 2022. године преживео срчани удар, али други није успео да преживи.

## Успеси

### Као играч
- Светски шампион за младе (до 20 година): 1991.

Португалски шампион (8):
- Порто: 1992/93, 1994/95, 1995/96, 1996/97, 1997/98, 1998/99, 2002/03, 2003/04.

Победник Португалског купа (5):
- Порто: 1993/94, 1997/98, 1999/00, 2000/01, 2002/03.

Победник Португалског суперкупа (8):
- Порто: 1993, 1994, 1996, 1998, 1999, 2001, 2003, 2004.

Победник УЕФА купа (1):
- Порто: 2002/03.

УЕФА Лига шампиона победник (1):
- Порто: 2003/04.

Победник Интерконтиненталног купа (1):
- Порто: 2004.

### Као тренер
Румунски шампион (1):
- ЧФР Клуж: 2011–12.